# Norbert Eberlein

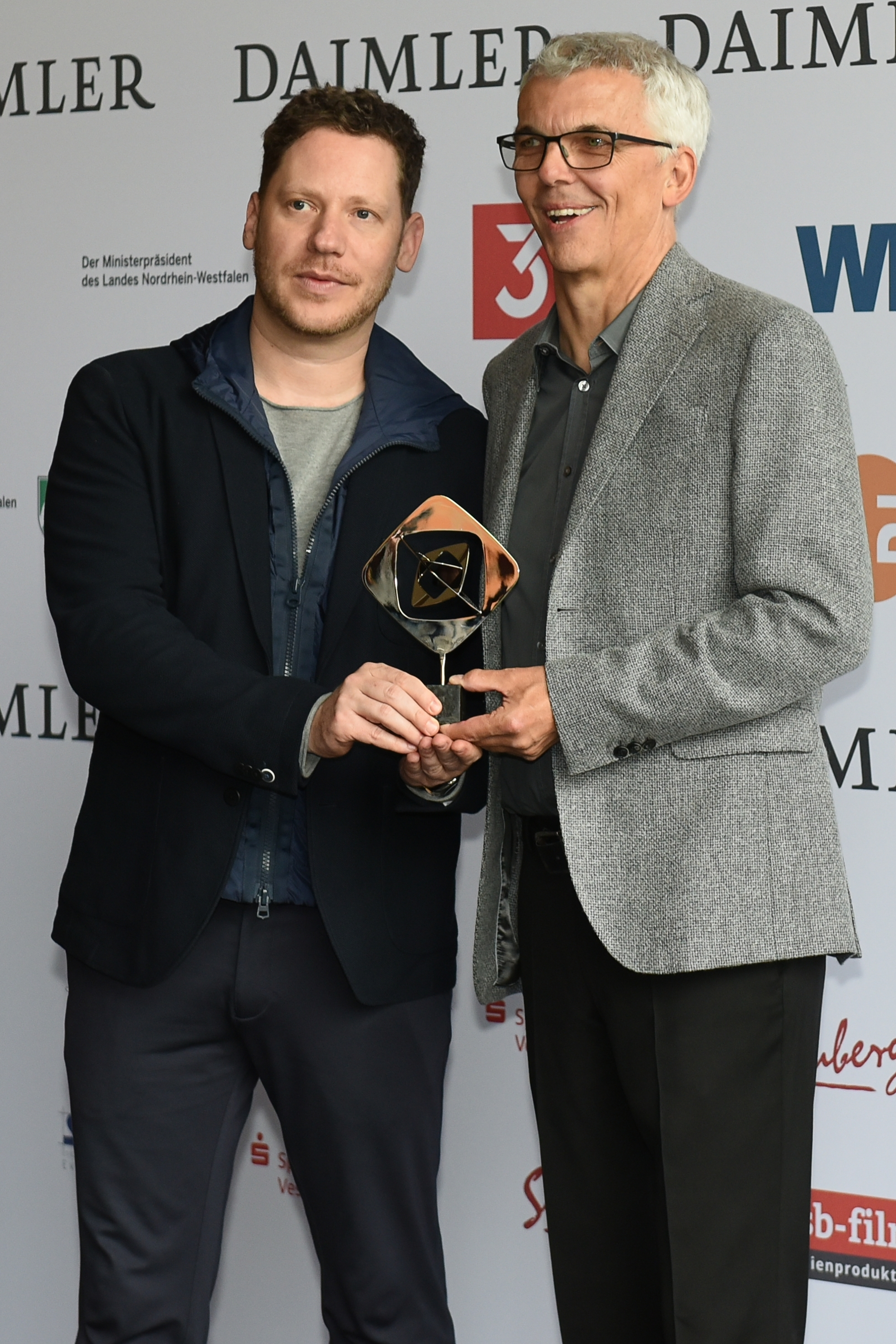
Norbert Eberlein (re.) mit Marco Kreuzpaintner bei der Verleihung des Grimme-Preises 2019

Norbert Eberlein (* 1956 in Hamburg) ist ein deutscher Drehbuchautor und Schriftsteller.

## Leben
Eberlein wuchs in einer gutbürgerlichen Familie auf. Er studierte Germanistik und finanzierte das Schreiben seines ersten Romanes mit dem Schreiben von Illustriertenromanen. Sein bisher einziger Roman Seidenmatt wurde 1990 vom Haffmans Verlag verlegt. Er wurde sowohl von Kritikern als auch vom Publikum wohlwollend aufgenommen. Seit 1991 arbeitet er beim Fernsehen. So wurde 1994 sein erstes Drehbuch für eine Folge der Fernsehserie Großstadtrevier verfilmt. Bis 2011 folgten 57 weitere verfilmte Drehbücher. 2008 gewann er für sein Drehbuch zu dem Krimi Mein Mörder kommt zurück sowohl den Sonderpreis als auch den Publikumspreis des Deutschen Fernsehkrimipreises.

## Filmografie (Auswahl)

### Film
- 2001: Küss mich, Tiger!
- 2002: Ein Dorf sucht seinen Mörder
- 2005: Die Bullenbraut – Ihr erster Fall
- 2005: Wilsberg: Schuld und Sünde
- 2006: Die Liebe kommt selten allein
- 2007: Mein Mörder kommt zurück
- 2009: Dorfpunks
- 2010: 2 für alle Fälle – Ein Song für den Mörder
- 2012: Der Mann, der alles kann
- 2024: Nelly und das Weihnachtswunder (Fernsehfilm)

### Serie
- seit 1994: Großstadtrevier
- 1996–2005: Doppelter Einsatz (11 Folgen)
- 1996–1997: Heimatgeschichten (vier Folgen)
- 1997–2021: Neues aus Büttenwarder
- 2006: Blackout – Die Erinnerung ist tödlich (vier Folgen)
- 2007: Ein Fall für Nadja (vier Folgen)
- 2018: Beat (sieben Folgen)